# Медики, линия жизни
«Медики, линия жизни» (исп. Médicos, línea de vida) — мексиканская теленовелла, снятая продюсером Хосе Альберто Кастро для телекомпании «Televisa». В главных ролях: Ливия Брито, Даниэль Аренас, и Родольфо Салас. Сериал транслировался с 11 ноября 2019 года на канале «Las Estrellas».

## Сюжет
В клинику, где работают самые опытные специалисты в каждой из областей медицины, попадает Гонсало Олмедо, идеалистически настроенный и преданный своему делу врач-терапевт, который был назначен на это место директором больницы после внезапной смерти его предшественника.
На новом месте он обнаруживает серьёзные недостатки в работе больницы, осложняющиеся экономическим кризисом и коррупцией. Чтобы исправить положение, Гонсало набирает группу ведущих специалистов, которые лечат наиболее сложные случаи, и в то же время пытаются излечить свои душевные раны.

## В ролях
- Ливия Брито — Рехина Вильясеньор Хиль
- Даниэль Аренас — Дэвид Паредес
- Гретел Вальдес — Ана Кабальеро
- Хосе Элиас Морено — Гонсало Олмедо
- Карлос де ла Мота — Луис Гальван
- Изабель Барр — Синтия Герреро
- Марисоль дель Олмо — Констанца Мадариага де Кастильо
- Эрика де ла Роса — Мирея Наварро
- Родриго Мюррей — Рене Кастильо
- Федерико Айос — Рафаэль «Рафа» Кальдерон
- Даниэль Товар — Даниэль Хуарес
- Далила Поланко — Лус Гонсалес
- Скарлет Грубер — Таня Оливарес
- Маурисио Энао — Марко Завала
- Лорена Гарсия — Памела Миранда
- Мишель Лопес — Диего Мартинес
- Родольфо Салас — Артуро Молина
- Хорхе Ортис де Пинедо — доктор Энрике Лара
- Илиана Фокс — Сусана Альварес де Гальван
- Освальдо де Леон — Серхио Авила
- Луис Гатика — Франциско «Пако» Хуарес
- Ракель Гарза — Елена де Хуарес
- Эухения Каудуро — Патриция Герреро
- Иринео Альварес — Андрес Герреро
- Лиа Ферре — Сесилия
- Мария Алисия Дельгадо — Марта
- Мигель Писарро — Эстебан Завала
- Карина Рикко — Пилар де Миранда
- Роберто Микель — Агустин Миранда
- Эудженио Монтессоро — Сантьяго Монтесинос
- Рикардо Мендоса «Эль Койоте» — Мигель
- Хайме Макео — Габриэль Гальван Альварес
- Карен Фарлонг — Каролина
- Палмейра Круз — Лили
- Синтия Клитбо — Кармен